# Le Mayet-d'École
Pour les articles homonymes, voir Mayet.
Le Mayet-d'École est une commune française, située dans le département de l'Allier en région Auvergne-Rhône-Alpes.

## Géographie

### Localisation
Au sud du département de l'Allier, le bourg du Mayet-d'École est traversé dans toute sa longueur par la RD 2009 (ancienne route nationale 9).
Le Mayet-d'École est limitrophe de cinq communes :
| Saint-Germain-de-Salles |               | Broût-Vernet |
| Jenzat                  | Mayet-d'École |              |
|                         | Saulzet       | Escurolles   |

### Climat
Pour des articles plus généraux, voir Climat d'Auvergne-Rhône-Alpes et Climat de l'Allier.
En 2010, le climat de la commune est de type climat océanique dégradé des plaines du Centre et du Nord, selon une étude du CNRS s'appuyant sur une série de données couvrant la période 1971-2000. En 2020, Météo-France publie une typologie des climats de la France métropolitaine dans laquelle la commune est exposée à un climat de montagne ou de marges de montagne et est dans la région climatique Nord-est du Massif Central, caractérisée par une pluviométrie annuelle de 800 à 1 200 mm, bien répartie dans l’année.
Pour la période 1971-2000, la température annuelle moyenne est de 11,1 °C, avec une amplitude thermique annuelle de 16,4 °C. Le cumul annuel moyen de précipitations est de 713 mm, avec 9,7 jours de précipitations en janvier et 7 jours en juillet. Pour la période 1991-2020, la température moyenne annuelle observée sur la station météorologique de Météo-France la plus proche, « Charmes_sapc », sur la commune de Charmes à 10 km à vol d'oiseau, est de 11,9 °C et le cumul annuel moyen de précipitations est de 675,4 mm,. Pour l'avenir, les paramètres climatiques de la commune estimés pour 2050 selon différents scénarios d'émission de gaz à effet de serre sont consultables sur un site dédié publié par Météo-France en novembre 2022.

## Urbanisme

### Typologie
Au 1er janvier 2024, Le Mayet-d'École est catégorisée commune rurale à habitat dispersé, selon la nouvelle grille communale de densité à 7 niveaux définie par l'Insee en 2022.
Elle est située hors unité urbaine. Par ailleurs la commune fait partie de l'aire d'attraction de Gannat, dont elle est une commune de la couronne,. Cette aire, qui regroupe 8 communes, est catégorisée dans les aires de moins de 50 000 habitants,.

### Occupation des sols

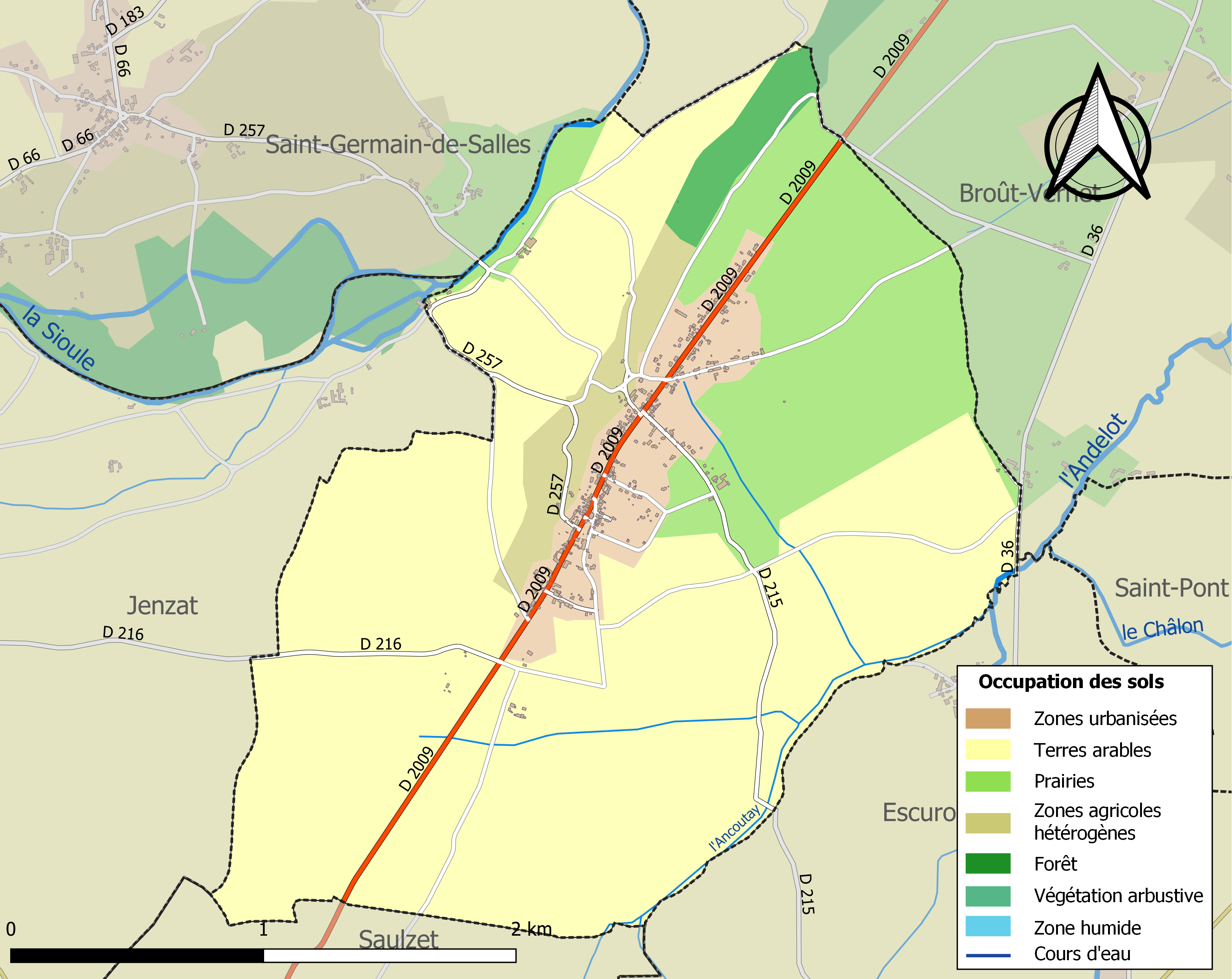
Carte des infrastructures et de l'occupation des sols de la commune en 2018 (CLC).

L'occupation des sols de la commune, telle qu'elle ressort de la base de données européenne d’occupation biophysique des sols Corine Land Cover (CLC), est marquée par l'importance des territoires agricoles (89,9 % en 2018), une proportion sensiblement équivalente à celle de 1990 (90,2 %). La répartition détaillée en 2018 est la suivante : terres arables (66,3 %), prairies (19,7 %), zones urbanisées (8 %), zones agricoles hétérogènes (3,9 %), forêts (2,1 %).
L'IGN met par ailleurs à disposition un outil en ligne permettant de comparer l’évolution dans le temps de l’occupation des sols de la commune (ou de territoires à des échelles différentes). Plusieurs époques sont accessibles sous forme de cartes ou photos aériennes : la carte de Cassini (XVIIIe siècle), la carte d'état-major (1820-1866) et la période actuelle (1950 à aujourd'hui).

### Voies de communication et transports
Située sur la RD 2009 (ancienne route nationale 9), la commune, comme les autres communes traversées par la RD 2009, est considérée comme zone dangereuse sur 200 m de chaque côté de la route à cause du passage de 1900 camions/jour, dont des convois exceptionnels qui peuvent contenir des matières dangereuses. Aux abords de la RD, le bruit peut monter à 70 dB alors que le seuil de tolérance est situé à 50 dB.[réf. nécessaire]
Le territoire communal est traversé par les routes départementales 215 (en direction d'Escurolles et d'Espinasse-Vozelle), 216 (vers Jenzat) et 257 (vers Saint-Germain-de-Salles).

## Toponymie
Le village est nommé Le Maiet d'Ecòla en bourbonnais du Croissant. La commune est située dans l'aire linguistique du Croissant, zone où la langue est de transition entre la langue occitane et la langue d'oïl.

## Histoire

### Les Hospitaliers
Le Mayet-d'École fut le siège d'une commanderie des Hospitaliers de l'ordre de Saint-Jean de Jérusalem. Après la chute des Templiers, elle fut associée à la commanderie voisine de La Marche à Charroux.

## Politique et administration
Le maire sortant, Arnaud Baugé, a été réélu au premier tour des élections municipales de 2020. Le conseil municipal, réuni en mai, a désigné deux adjoints.
| Période                                  | Période                    | Identité              | Étiquette | Qualité           |
| ---------------------------------------- | -------------------------- | --------------------- | --------- | ----------------- |
| Les données manquantes sont à compléter. |                            |                       |           |                   |
| mars 1977                                | juin 1995                  | François Quiquandon   | SE        |                   |
| juin 1995                                | mars 2008                  | Jean-Pierre Fauconnot |           |                   |
| mars 2008                                | 2015 (démission)           | François Quiquandon,  | DVG       | Cadre supérieur   |
| octobre 2015                             | En cours (au 12 juin 2020) | Arnaud Baugé          |           | Réélu en mai 2020 |

## Population et société

### Démographie
L'évolution du nombre d'habitants est connue à travers les recensements de la population effectués dans la commune depuis 1793. Pour les communes de moins de 10 000 habitants, une enquête de recensement portant sur toute la population est réalisée tous les cinq ans, les populations de référence des années intermédiaires étant quant à elles estimées par interpolation ou extrapolation. Pour la commune, le premier recensement exhaustif entrant dans le cadre du nouveau dispositif a été réalisé en 2006.

En 2022, la commune comptait 305 habitants, en évolution de +12,96 % par rapport à 2016 (Allier : −1,38 %, France hors Mayotte : +2,11 %).
| 1793 | 1800 | 1806 | 1821 | 1831 | 1836 | 1841 | 1846 | 1851 |
| ---- | ---- | ---- | ---- | ---- | ---- | ---- | ---- | ---- |
| 615  | 629  | 750  | 725  | 764  | 806  | 829  | 883  | 855  |

| 1856 | 1861 | 1866 | 1872 | 1876 | 1881 | 1886 | 1891 | 1896 |
| ---- | ---- | ---- | ---- | ---- | ---- | ---- | ---- | ---- |
| 827  | 778  | 721  | 706  | 656  | 598  | 546  | 533  | 503  |

| 1901 | 1906 | 1911 | 1921 | 1926 | 1931 | 1936 | 1946 | 1954 |
| ---- | ---- | ---- | ---- | ---- | ---- | ---- | ---- | ---- |
| 505  | 503  | 510  | 371  | 400  | 375  | 365  | 341  | 284  |

| 1962 | 1968 | 1975 | 1982 | 1990 | 1999 | 2006 | 2011 | 2016 |
| ---- | ---- | ---- | ---- | ---- | ---- | ---- | ---- | ---- |
| 307  | 296  | 265  | 236  | 272  | 260  | 275  | 273  | 270  |

| 2021 | 2022 | - | - | - | - | - | - | - |
| ---- | ---- | - | - | - | - | - | - | - |
| 294  | 305  | - | - | - | - | - | - | - |

### Enseignement
Le Mayet-d'École dépend de l'académie de Clermont-Ferrand. Elle gère une école élémentaire publique comptant 24 élèves.
Hors dérogation à la carte scolaire, les collégiens sont scolarisés à Gannat et les lycéens à Saint-Pourçain-sur-Sioule (lycée Blaise-de-Vigenère) ou à Cusset (lycée Albert-Londres).

## Économie

### Tourisme et loisirs
- Vélorail de la Sioule, sur l'ancienne voie ferrée de Gannat à Saint-Pourçain-sur-Sioule[27]. Parallèlement à cette voie ferrée, la voie verte du Val de Sioule a été aménagée par la communauté de communes Saint-Pourçain Sioule Limagne en 2024, reliant Gannat à Bayet (18 km ; elle sera prolongée à Saint-Pourçain-sur-Sioule en 2025)[28].

## Culture locale et patrimoine

### Lieux et monuments
- La croix de carrefour en calcaire, située sur la route nationale 9, au sud du bourg, inscrite aux monuments historiques en 1937[29]. C'est une croix pattée aux bras concaves, qui présente au centre une main de Dieu ou main droite bénissante[30], réservée en relief dans un creux en forme de losange curviligne. Cette croix a inspiré le blason moderne de la commune.
- Le château de la Commanderie.
- Église Saint-Barthélemy du Mayet-d'École.

### Héraldique
| Blason de Le Mayet-d'École | Blason  | D'azur semé de fleurs de lis d'or, à la croix pattée à huit pointes d'argent brochante, à l'écu d'or chargé d'une main bénissante de carnation posée en pal, l'écu brochant sur le tout en abîme. |
| Blason de Le Mayet-d'École | Détails | Le statut officiel du blason reste à déterminer. |